# Magulodon
"Magulodon" là tên được đặt cho một chi khủng long chưa được mô tả sống vào thời kỳ Creta sớm (tầng Apt tới Alb, khoảng 112 triệu năm trước). 